# Jens Munk
Jens Munk (Barbu, prop d'Arendal, Regne de Dinamarca i Noruega, 3 de juny de 1579 - 28 de juny de 1628) va ser un navegant i explorador danès-noruec que va estar al servei de Cristià IV de Dinamarca i és recordat com un dels primers i més experimentats navegants i exploradors àrtics, que intentà trobar una drecera cap a l'Extrem Orient, les Índies Orientals i Xina, tant a través del pas del Nord-est (1609 i 1610) com del pas del Nord-oest (1619-20).

## Biografia
Jens Munk va néixer a Barbu, prop de l'actual Arendal, al comtat d'Aust-Agder, al sud de Noruega. Era el segon fill d'Erik Nielsen Munk, destacat noble i governador, que el 1585 va caure en desgràcia en ser desposseït del seu títol i empresonat al castell de Dragsholm, Dinamarca. Després d'això, amb vuit anys, es va traslladar a Aalborg, Dinamarca, on la seva mare va passar a treballar de minyona a la casa de la seva filla, casada amb l'alcalde de la ciutat.
El 1591, amb dotze anys, Munk es va traslladar a Porto, Portugal, per treballar a les ordres del magnat naval Duart Duez. L'any següent es va embarcar en un comboi holandès cap a Bahia, Brasil. El comboi va ser atacar al davant la costa brasilera per pirates francesos i ell va ser un dels set supervivents. Munk va viure a l'actual Salvador de Bahia durant sis anys al servei del germà de Duart, Miguel Duez. En circumstàncies dramàtiques Munk va tornar a Europa i Copenhaguen el 1599, quan el Lord Canceller Henrik Ramel el va contractar com a secretari de vaixell
El 1609 va participar en un accidentat viatge fins a Nova Terra junt a Jens Hvid. L'expedició es va veure afectada per una tempesta a l'oceà Àrtic i els vaixells van quedar atrapats pel gel. La tripulació va poder fer el viatge de tornada arribant a terra prop d'Arkhànguelsk. L'any següent el rei Cristià IV de Dinamarca els ordenà tornar al mateix indret per trobar el pas del Nord-est, però l'expedició quedà aturada pel gel a la costa de Múrmansk.
El 1611 fou nomenat capità de la marina danesa. Junt al noble Jørgen Daa va dirigir el 1612 un atac a la fortalesa sueca d'Älvsborg, prop de l'actual Goteborg, en el marc de la guerra de Kalmar (1611-1613). El 1614 va encapçalar la recerca del corsari Jan Mendoses, amb qui es va enfrontar a Kanin Nos, prop de l'entrada del mar Blanc. Durant la primavera de 1617 va contractar a divuit baleners bascos per a la primera expedició balenera danesa a Spitsbergen. El 1618 el rei Cristià IV el va nomenar comandant de la primera expedició danesa de les Índies Orientals, amb cinc vaixells i gairebé 1.000 homes, però sols un mes abans de la sortida de l'expedició Munk va ser relegat i substituït pel noble Ove Gjedde. La raó del relleu no és clara, però el més probable és que fos a causa d'un conflicte que tingué Munk amb el Lord canceller Christian Friis. Uns mesos abans Munk havia perdut una gran quantitat de diners en una expedició balenera fallida, que alhora li va comportar una pèrdua de prestigi social. En un intent de recuperar la seva posició social va iniciar la planificació d'una expedició més ambiciosa per a 1619, la recerca del pas del Nord-oest.

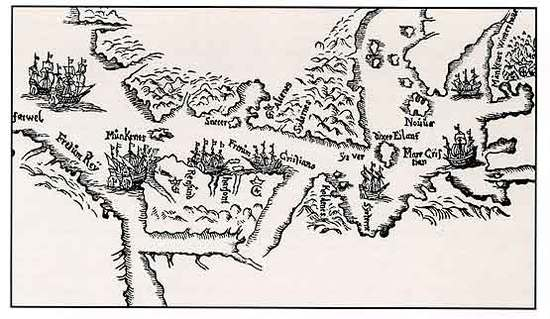
Un mapa dibuixat a mà pel mateix Jens Munk el 1624 de la zona entre el cap Farvel, a Groenlàndia i la badia de Hudson a Canadà, vist des del nord.

El 9 de maig de 1619, sota els auspicis del rei Cristià IV, Munk va salpar amb 65 homes i dos vaixells de la Marina Reial, la petita fragata Enhiörningen (Unicorn) i el sloop Lamprenen (llamprea), que es van equipar sota la seva pròpia supervisió. La seva missió era descobrir el Pas del Nord-oest cap a les Índies i la Xina. Van posar rumb a les illes Shetland, seguint cap a les illes Fèroe i Groenlàndia. Van veure el cap Farvel el 30 de juny. Tot seguit es van endinsar a l'estret de Davis, però el gel i la boira els va imperdir acostar-se a la riba occidental. En millorar el temps van continuar cap a l'oest, entrant per error a la badia de Frobisher. Tot seguit es van dirigir cap al sud, passant un mes fins a arribar a l'estret de Hudson. En un indret que anomenaren Rinsund van desembarcar, contactant amb els indígenes i prenent les terres en nom del rei Cristià IV. A mitjans d'agost es trobaven en aigües de la badia d'Ungava i després de sis dies de lluita contra els vents aconseguiren entrar a la badia de Hudson, prop de l'illa Digges. Munk anomenà al conjunt de la badia com a Novum Mare Christian i el seu mapa fou el primer en què es representà tota la badia. Munk es va veure obligat a hivernar a Port Churchill, a l'estuari del riu Churchill, però el fred, la fam i l'escorbut van delmar la seva tripulació fins al punt que el 4 de juny de 1620 sols quedaven vius Munk i dos membres més de la tripulació. Amb aquests homes i a bord del Lamprenen' van iniciar el viatge de tornada el 16 de juliol de 1620, arribant a Bergen el 20 de setembre.
Munk va planejar un nou viatge al pas del Nord-oest per prendre possessió de Nova Dania (Nova Dinamarca) per a la corona danesa, però la seva salut era molt delicada i ho va deixar estar. En anys posteriors Munk va continuar servint com a capità de la flota real. Durant la Guerra dels Trenta Anys va participar en el bloqueig del riu Weser, el 1626 i 1627. També va participar en els atacs contra les tropes de Wallenstein a Fehmarn i al fiord de Kiel, el març i abril de 1628.
Munk va morir el 26 de juny del mateix any, probablement com a resultat d'haver estat ferit en les batalles al fiord de Kiel un parell de mesos abans. Amb tot, segons el científic francès Isaac de la Peyrère, que va exercir a l'ambaixada francesa a Copenhaguen, Munk va morir a conseqüència d'una disputa amb el rei Cristià IV, en la qual el rei hauria atacar a Munk amb un pal provocant-li la mort.

## Obres
Un relat del viatge de Munk entre 1619 i 1620 a la badia de Hudson es va publicar a Copenhaguen el 1624 amb el títol de Navigatio septentrionalis, Efterretning af Navigationen og Reisen til det Nye Danmark af Styrmand Jens Munk. La 2a edició, editada de forma anònima i publicada en 1723, conté una biografia de Munk, que es creu que va ser extreta del seu propi diari. Una 3a edició, publicada a Copenhaguen el 1883, va consistir en una reimpressió exacta de l'edició 1624, amb una Introducció i Notes de P. Lauridsen, que incloïa alguna informació interessant més trobada en els Arxius de l'Estat danès. L'original de Munk, un manuscrit autografiat que recull la major part del text, és propietat de la Biblioteca de la Universitat de Copenhaguen.

## Reconeixements
L'illa canadenca de Jens Munk, ubicada a la conca de Foxe, al davant la costa de l'illa de Baffin, du el nom en honor seu.